# Santana 2500
El Santana 2500 es un vehículo todoterreno diseñado y producido por la empresa española Santana Motor entre los años 1984 y 1994. Se trata del primer vehículo producido por  Santana Motor tras la ruptura con Land Rover en 1983. Incorpora novedades técnicas respecto a los modelos anteriores fabricados bajo licencia Land Rover, tales como motores de mayor potencia, frenos de disco delanteros, y transmisión de 5 velocidades, aunque mantiene la suspensión de ballesta y la tracción integral conectable.
El modelo se adapta a la creciente popularidad de los vehículos todo terreno en España, no solo destinados para el trabajo. Esto lleva a la incorporación de prestaciones tecnológicas y comodidades interiores como asientos más anchos que su homólogo británico, el Land Rover Defender.
A pesar de ser el primer modelo producido independientemente de Land Rover, el 2500 guarda similitud con el Defender y comparte un gran número de componentes con éste. Santana Motor desarrolla en esta época la caja de cambios LT85 que incorpora en el 2500. Esta caja de cambios será utilizada por Land Rover en su modelo contemporáneo Defender con motor Rover V8. Por su parte, el 2500 monta el motor Land Rover 12J diesel.
El Santana 2500 supone una evolución sobre el Series III y se produjo en dos versiones en cuanto a distancia de ejes: 88 pulgadas “2500 Corto” (D.C.) y 109 pulgadas “2500 Largo” (D.L.).